# Frédéric Maurin
Pour les articles homonymes, voir Maurin.
Frédéric Maurin, né le 29 mars 1976 à Harfleur, est un compositeur, chef d'orchestre, guitariste et musicien franco-suisse. Il est plus particulièrement connu pour avoir créé le big band Ping Machine, pour avoir été président de la fédération Grands Formats de 2011 à 2017, et pour être depuis juillet 2018 directeur artistique de l'Orchestre national de jazz.

## Biographie
Frédéric Maurin commence la musique au conservatoire de Notre-Dame de Gravenchon à l’âge de 7 ans. Tout d’abord autodidacte, son apprentissage de la guitare électrique est influencé par les Beatles, Jimi Hendrix, Pink Floyd, King Crimson et Frank Zappa. Par la suite, il suit une formation jazz et une formation d’écriture classique.
Après des classes préparatoires au lycée Henri-IV et des études d’ingénieur, et l’agrégation de Sciences de la vie et de la terre, il se consacre entièrement à la musique. Auparavant, il passe deux années à enseigner au lycée français de Cali en Colombie, en tant que coopérant du service national. À son retour en 2000, il enseigne en lycée deux années et entame en parallèle une formation professionnelle à l'EDIM (école de jazz et musiques actuelles appartenant à la fédération nationale FNEIJMA), qui le conduira au DEM et au D.E.. Il décide alors de quitter l'Éducation nationale. En parallèle, il suit les cours d’écriture au conservatoire de Paris[Lequel ?].
En 2005, il crée Ping Machine, ensemble composé de quinze musiciens qui fait partie des orchestres de références de la nouvelle scène jazz européenne. Depuis 2009, on y retrouve Julien Soro, Paul Lay, Raphaël Schwab, Rafaël Koerner, Fabien Norbert, Bastien Ballaz, Didier Havet, Florent Dupuit, Jean-Michel Couchet, Quentin Ghomari, Stéphan Caracci, Benjamin Moussay, Guillaume Christophel, Andrew Crocker, Fabien Debellefontaine, Bruno Ruder, Daniel Zimmermann… Au sein de Ping Machine, il développe peu à peu une musique singulière, un  monde parallèle à l’imaginaire foisonnant. En particulier, il fait partie des premiers compositeurs à utiliser dans le jazz des techniques issues du courant de la musique spectrale.
Ses influences de compositeur vont d’Igor Stravinsky et György Ligeti à Steve Coleman en passant par le metal (Meshuggah, Slayer, Sunn O), les grands compositeurs du jazz (Duke Ellington, Gil Evans, Wayne Shorter, Charles Mingus) ou les compositeurs spectraux comme Gérard Grisey et Tristan Murail.
Il est également, avec le bassiste Alexandre Tomaszewski, co-leader de 2008 à 2013 de Cartel Carnage, quintet mélangeant le Death metal et le Free jazz (avec Sylvain Bardiau, Sylvain Cathala et Rafaël Koerner).
En juillet 2018, il est nommé directeur artistique de l'Orchestre national de jazz pour la période 2019-2022 par le ministère de la Culture,. Il propose une évolution importante de l’Orchestre National de Jazz. Il est par la suite reconduit pour 2 années supplémentaires jusqu'à fin 2024.
Il met en place un orchestre intergénérationnel à géométrie variable capable d’interpréter des répertoires aux instrumentations variées. Par ailleurs, il propose pour la première fois depuis la création de l’orchestre, des effectifs constituées d’autant de femmes que d’hommes, ce qui représente un changement radical dans le milieu encore extrêmement peu féminisé qu’est le jazz en France,.
Il associe de nombreux collaborateurs et collaboratrices artistiques aux différents programmes créés par l’ONJ (Grégoire Letouvet, Mali Arun, Julie Bertin, Fred Pallem, Tim Berne). Il développe une importante politique de commandes à des compositeurs et compositrices de différentes générations (Sylvaine Hélary, Camille Durand, Leïla Martial, Grégoire Letouvet, Fred Pallem, Steve Lehman, Sarah Murcia, Airelle Besson, Andy Emler, Sofia Avramidou etc.). En 2019, Il crée également le premier spectacle jeune public de l'ONJ, Dracula.
En plus de ces programmes de création, il propose des programmes mettant en valeur des œuvres importantes du patrimoine. En 2021, il confie à Patrice Caratini la direction de la recréation sur scène du chef-d’œuvre d'André Hodeir, Anna Livia Plurabelle, œuvre écrite en 1966 sur le texte éponyme de James Joyce. A l'occasion de ce concert donné à la Maison de la Radio et de la Musique en pleine pandémie de Covid 21, pour la première fois l'œuvre a été jouée dans sa version originale franco-anglaise. En 2024, Frédéric Maurin dirige, toujours à la Maison de la Radio, la recréation d'œuvres de Martial Solal et Duke Ellington jouées dans les années 80 et 90 par le Dodécaband de Martial Solal.
Il crée également l’Orchestre des Jeunes de l’ONJ, formation constitué de jeunes musiciennes et musiciens qui se consacre à la réinterprétation des précédents répertoires de l’Orchestre National de Jazz, afin de transmettre à la jeune génération de musiciens et de musiciennes la richesse musicale produite depuis plus de 30 ans par l’ONJ et de faire revivre cette musique pour le public. Chaque saison, l’Orchestre des Jeunes de l’ONJ est confié à un ancien directeur de l’ONJ et voit son effectif renouvelé. Au cours de saison 2018-2019, c’est le premier directeur musical de l’ONJ en 1986, François Jeanneau, qui dirige cet orchestre suivi de 2019 à 2021 par Franck Tortiller, directeur musical de l’ONJ de 2005 à 2008, puis de 2021 à 2022 par Denis Badault, directeur musical de l’ONJ de 1991 à 1994, puis de 2022 à 2023 par Laurent Cugny, directeur musical de l'ONJ de 1994 à 1997, puis de 2023 à 2024 de Claude Barthélemy, directeur musical de l'ONJ de 1989 à 1991 et de 2002 à 2005, puis de 2024 à 2025 de Sophia Domancich, pianiste de l'ONJ - direction Didier Levallet de 1997 à 2000.
En 2022, il crée également avec Stéphane Payen et avec l'aide du collectif Real Time Music, la première académie de composition jazz.
En 2023, il reçoit avec Grégoire Letouvet le Grand Prix Sacem du Répertoire Jeune Public pour la composition du spectacle de l'Orchestre National de Jazz, Dracula.
Pour sa 25e édition, le Grand prix lycéen des compositeurs 2024 est décerné à Frédéric Maurin pour sa pièce "39",. Il reçoit la commande d'une œuvre symphonique pour l'Orchestre National de France qui est créé le 20 mars 2025 à la Maison de la Radio et de la Musique,. 
Frédéric Maurin a été président de Grands Formats de 2011 à 2017, fédération des grands ensembles de jazz et de musiques improvisées. Il est depuis 2024 vice-président du Syndicat français des compositrices et compositeurs de musique contemporaine et depuis 2025 co-président de Jazzdor, scène de musiques actuelles à Strasbourg.

## Récompenses et distinctions
- Prix de la Spedidam au Tremplin des écoles de jazz européennes avec Ping Machine (2005)[36]
- 1er prix de composition aux Trophées du Sunside avec Ping Machine (2006)[37]
- D.E. (Diplôme d’État) de professeur de Jazz, concours externe (2007).
- « Choc » de l'année 2013 Jazz Magazine pour le disque Encore[38]
- Nomination aux Victoires de la musique 2014 dans la catégorie album de l'année[39]
- Commande d'État (Ministère de la Culture) pour l'écriture de « Ubik », pièce de 65 minutes pour 15 instrumentistes et électronique, créée par l’ensemble Ping Machine à la Maison de la Radio (Paris) en 2016.
- « Choc » de l'année 2016 Jazz Magazine pour le disque Easy Listening[40]
- « Choc » de l'année 2016 Jazz Magazine pour le disque Ubik[40]
- « Coup de cœur » de l'Académie Charles-Cros en 2017 pour les disques Easy Listening et Ubik[41]
- Président de la fédération Grands Formats de 2011 à 2017[42]
- Victoire d'Honneur des Victoires du jazz 2020 avec l'Orchestre national de jazz[43]
- « Coup de cœur » de l'Académie Charles-Cros en 2021 pour le livre-disque Dracula[44]
- Chevalier des Arts et Lettres[45]
- Grand Prix Jeunesse 2021 de l’Académie Charles Cros pour le livre-disque Dracula
- Grand Prix du Livre Audio 2022 de la Plume de Paon / Centre National du Livre catégorie Jeunesse pour Dracula[46]
- Grand Prix Sacem du Répertoire Jeune Public pour Dracula.[47]
- Disco dell'anno Internazionale 2024 et Formazione dell'anno Internazionale 2024 pour le magazine italien Musica Jazz[48]
- Nomination aux Deutscher Jazz Preis 2024 dans la catégorie groupe internationale de l'année[49]
- Grand prix lycéen des compositeurs 2024 (Superphoniques 2024)[50]

## Discographie

### Avecl’Orchestre national de jazz
- 2025 : Jeux, Orchestre National de Jazz et Ensemble intercontemporain, ONJ Records
- 2024 : André Hodeir & James Joyce, Un éloge de la dérive, Franck Bergerot & Orchestre National de Jazz, ONJ Records[51]
- 2023 : Ex Machina, Steve Lehman & Orchestre National de Jazz, ONJ Records (5 stars DownBeat, ÉLU Citizen Jazz, Indispensable JazzNews, Disco dell'anno pour Musica Jazz, sélection des meilleurs disques de l'année pour Jazz Magazine, JazzNews, DownBeat)
- 2021 : Dracula, ONJ Records, livre-disque illustré par Adèle Maury (ffff Télérama, Choc Jazz Magazine, ÉLU Citizen Jazz, Indispensable Jazz News, Coup de cœur et Grand Prix Jeunesse 2021de l'Académie Charles Cros)
- 2020 : Dancing In Your Head(s), ONJ Records (Choc Jazz Magazine, ÉLU Citizen Jazz[52], Indispensable Jazz News)
- 2020 : Rituels, ONJ Records (ffff Télérama[53], ÉLU Citizen Jazz[54], Indispensable Jazz News)

### AvecPing Machine[55]
- 2016 : Ubik, Neuklang
- 2016 : Easy Listenning, Neuklang
- 2013 : Encore Live au Petit Faucheux, Neuklang
- 2011 : Des Trucs Pareils, Neuklang
- 2009 : Random Issues, Neuklang
- 2008 : Club 189, Autoprod.

### Autres collaborations
- 2015 : Free, Flow & Fly avec Free, Flow & Fly d’Andrew Crocker[56].

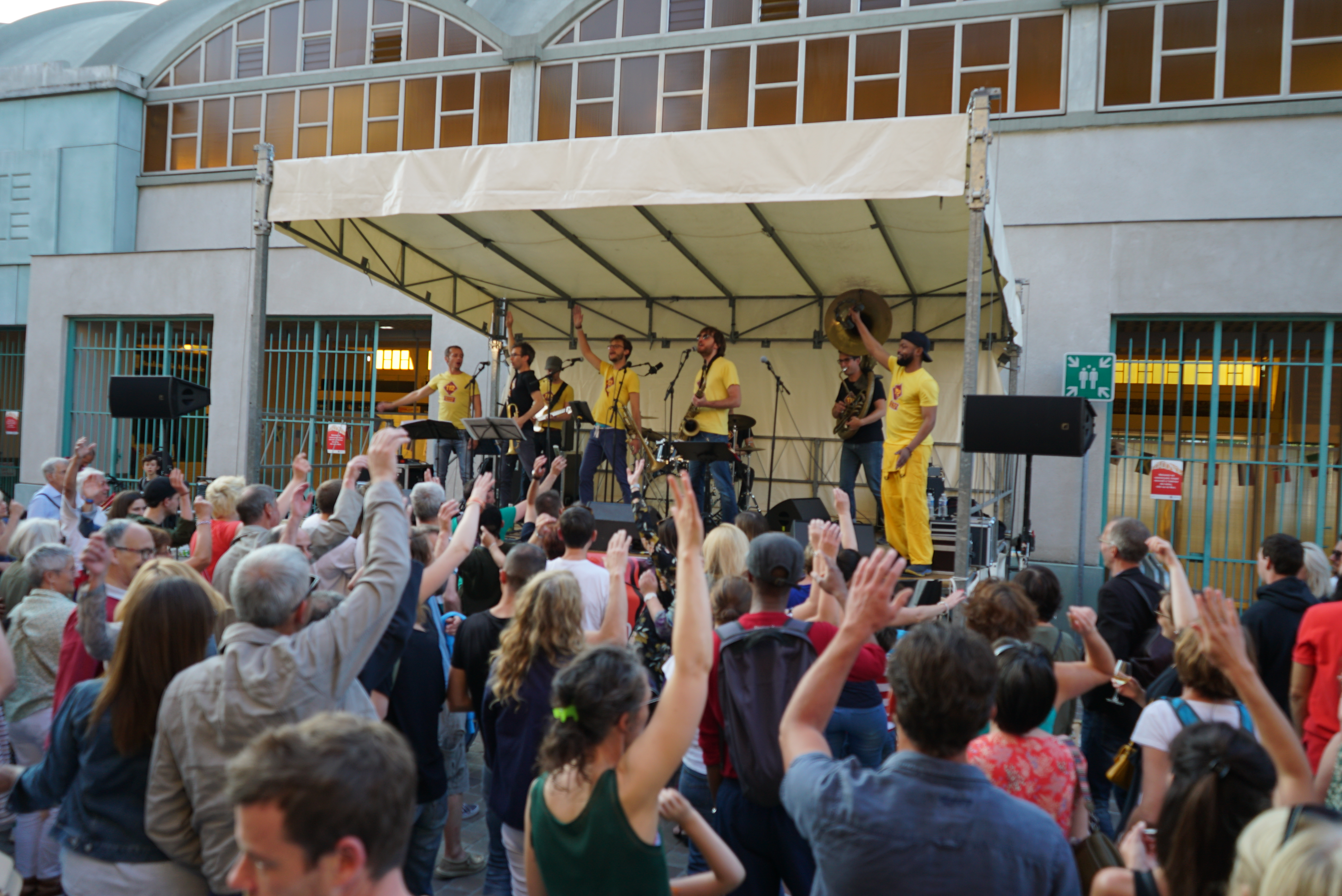
Avec le 112 Brass Band.

- 2008 : AsK tHe dUsT avec Anti Rubber Brain Factory.

En tant que co-leader
- 2009 : Cartel Carnage[57], Straight No Chaser, autoprod. Sacem
- 2012 : Cartel Carnage, Incorporated, Great Winds/Muséa

En tant que producteur
- 2014 : Schwab Soro, Schwab Soro, Neuklang, « Choc » de l'année 2014 Jazz Magazine
- 2016 : Schwab Soro, Volons !, Neuklang